# KAI Japan Special Live 2023
《KAI Japan Special Live 2023》은 대한민국의 음악 그룹 EXO의 멤버 카이의 첫 번째 일본 전국 콘서트 투어이다.

## 개요
2022년 11월 6일, EXO 일본 공식 홈페이지는 카이의 스페셜 라이브 일정을 발표하였으며, 티켓 예매는 공지 당일, EXO-L JAPAN 선행 예매가, 일반 예매는 11월 19일에 진행되었다.

## 투어 일정
| 일정                  | 도시     | 장소                         | 관객 수       |
| --------------------- | -------- | ---------------------------- | ------------- |
| 2023년 1월 28일       | 나고야시 | 나고야 국제회의장 센츄리 홀  | 4,000명       |
| 2023년 1월 29일       | 오사카   | 오릭스 극장                  | 2,400명       |
| 2023년 1월 31일 (1회) | 횡빈     | 파시 피코 요코하마 국립대 홀 | 통산 10,000명 |
| 2023년 1월 31일 (2회) | 횡빈     | 파시 피코 요코하마 국립대 홀 | 통산 10,000명 |

## 세트 리스트
- Opening VCR -
- Door
- Ride Or Die

- Ment -
- Nothing On Me
- Reason
- Peaches

- VCR #2 -
- Hello Stranger
- Vanilla

- Ment -

- VCR #3 -
- I See You
- 음 (Mmmh)

- VCR #4 -
- EXO Medley #1

1. 으르렁 (Growl)
2. Tempo
3. Love Me Right ~romantic universe~

- Ment - 
- EXO Medley #2

1. Electric Kiss
2. 전아 (前夜) (The Eve)
3. Love Shot

- Ment -
- To Be Honest

## 제작
- 기획·제작 : 에이벡스 엔터테인먼트, 스트림 미디어 코퍼레이션